# كرونا (قصص مصورة)
كرونا هو شرير خارق في دي سي كومكس من ابتكار جون بروم وغيل كين،ظهرت الشخصية لأول مرة في أكتوبر 1965.